# Metsteren
Metsteren is een gehucht in de Belgische stad Sint-Truiden. Het gehucht is gelegen ten westen van de steenweg naar Herk-de-Stad, heeft twee straten en is rustig gelegen. Metsteren telt 278 inwoners (2006). Kerkelijk behoort het gehucht tot de parochie Melveren.

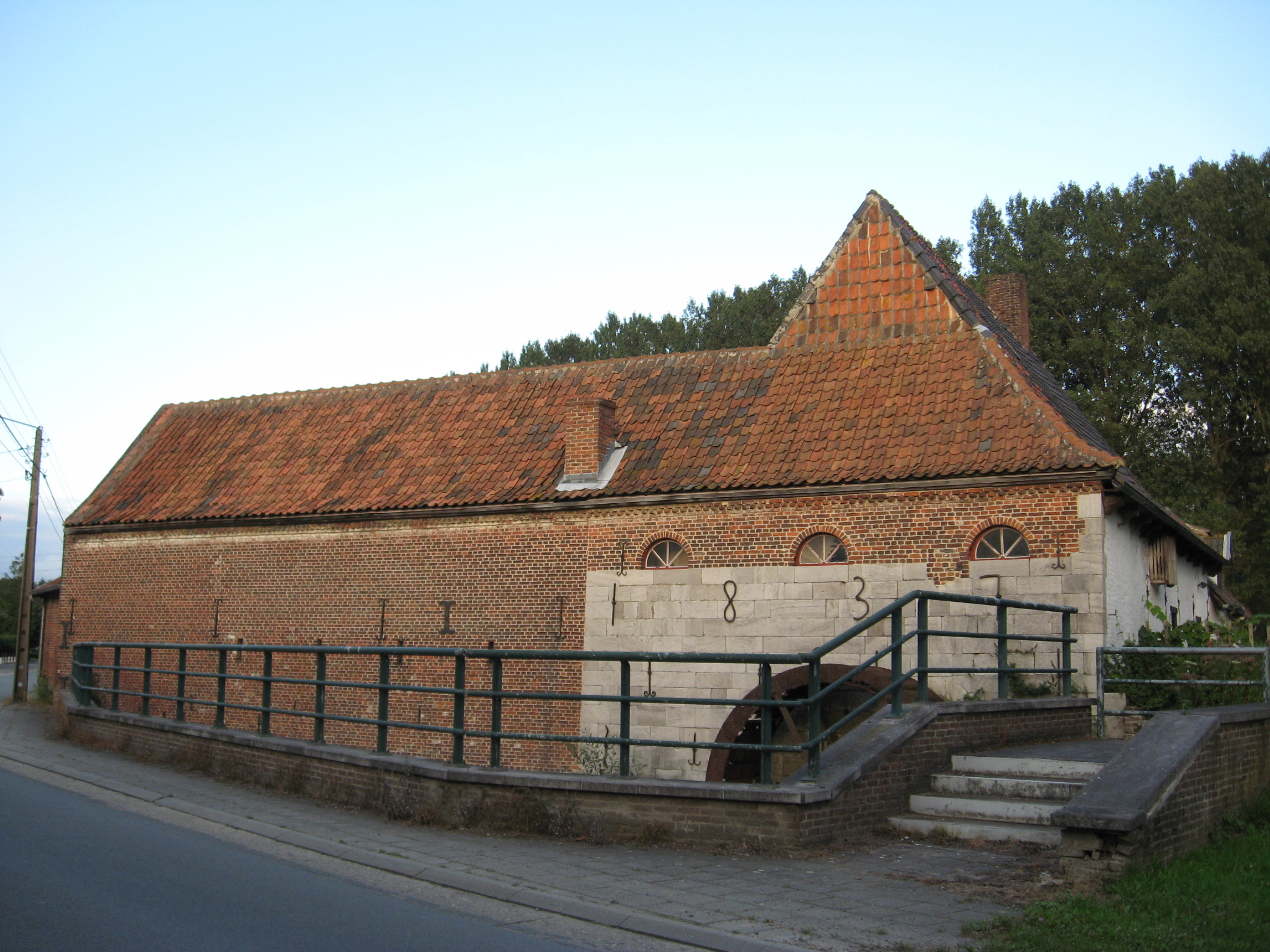
Metsterenmolen

## Bezienswaardigheden
- De abdij van Nonnenmielen, een benedictinessenklooster dat vanuit de oorspronkelijke vestiging aan de Sint-Truidense stadswallen naar Metsteren werd overgebracht. In 1543 werd het klooster tot abdij verheven. Tijdens de Franse Revolutie werd de abdij verkocht. Later werd een neoclassicistisch kasteel, op de plaats van de vroegere abdij gebouwd.
- De beschermde Metsterenmolen, een oude watermolen aan de Melsterbeek,
- De Sint-Niklaashoeve,

## Natuur en landschap
Metsteren ligt in Vochtig-Haspengouw. De Melsterbeek stroomt in noordwestelijke richting om uiteindelijk uit te monden in de Gete. De hoogte van Metsteren is 40 tot 45 meter.

## Nabijgelegen kernen
Runkelen, Nieuwerkerken, Melveren, Guvelingen, Gorsem
Deelgemeenten: Aalst · Brustem · Duras · Engelmanshoven · Gelinden · Gorsem · Groot-Gelmen · Halmaal · Kerkom-bij-Sint-Truiden · Ordingen · Runkelen · Sint-Truiden · Velm · Wilderen · Zepperen

Overige kernen: Bevingen · Kortenbos · Melveren · Metsteren · Senselberg

Belgische gemeenten · Arrondissement Hasselt · Limburg · Vlaanderen